# Berklee College of Music
Berklee College of Music – amerykańska wyższa uczelnia muzyczna, założona w 1945 roku w Bostonie. Uczelnia posiada 27 wydziałów i ponad 430 kierunków studiów.